# Eyalet di Cipro
L'eyalet di Cipro (in turco Eyalet-i Ḳıbrıṣ), fu un eyalet dell'Impero ottomano nella regione dell'Isola di Cipro.

## Storia
Nel periodo in cui la Repubblica di Venezia governava l'isola di Cipro, i turchi ottomani attaccarono la popolazione locale per tentare di impadronirsi dell'isola, così lontana da Venezia e più vicina ai domini dell'Impero turco. La popolazione locale greca ricevette degli armamenti appropriati dai veneziani e combatté gli attaccanti ottomani.
Già nel 1489, il primo anno del controllo veneziano sull'isola, i turchi avevano attaccato la Penisola di Karpas, razziando e catturando prigionieri per venderli poi al mercato degli schiavi. Nel 1539 la flotta turca attaccò e distrusse Limassol. Temendo l'espansione crescente dell'Impero ottomano, i veneziani fortificarono Famagosta, Nicosia e Kyrenia, ma tutte queste città vennero poi conquistate facilmente dalla potenza ottomana.
Nell'estate del 1570 i turchi colpirono nuovamente, ma questa volta con un'invasione su vasta scala. Circa 60000 uomini, tra cui molti cavalieri ed artiglieri al comando di Lala Kara Mustafa Pascià, sbarcarono presso Limassol il 2 luglio 1570, ponendo poi l'assedio direttamente alla capitale locale, Nicosia. La città cadde il 9 settembre 1570 e circa 20000 abitanti di Nicosia vennero messi a morte ed ogni luogo pubblico o palazzo venne saccheggiato o distrutto, comprese le chiese che alcune di esse furono riconvertite in moschea. Solo le donne e i giovani vennero risparmiati per essere poi venduti come schiavi. I resoconti del massacro si diffusero rapidamente e nei giorni successivi Mustafa prese Kyrenia senza nemmeno combattere. Famagosta difesa da 6000 veneziani resistette dal settembre 1570 all'agosto del 1571 contro 80000 turchi.
La caduta di Famagosta segnò l'inizio della definitiva affermazione ottomana a Cipro. Due mesi più tardi, le forze navali della Lega Santa, composte in gran parte da veneziani, spagnoli e truppe pontificie al comando di don Don Giovanni d'Austria, sconfissero la flotta turca nella Battaglia di Lepanto. La vittoria sui turchi, ad ogni modo, giungeva troppo tardi per salvare Cipro e l'isola rimase sotto il controllo ottomano per i successivi tre secoli.
Nel 1570, i turchi dapprima occuparono Cipro e poi Lala Kara Mustafa Pascià ne divenne il primo governatore turco, mettendo a tacere le pretese di Venezia. Simultaneamente il papa formò una coalizione tra Stato della Chiesa, Malta, Regno di Spagna e Venezia oltre a molti altri stati italiani per liberare l'isola, ma senza successo. Nel 1573 i veneziani lasciarono definitivamente l'isola.

## Geografia antropica

### Suddivisioni amministrative
L'Eyalet di Cipro consisteva dei seguenti sanjak nel XVIII secolo:
1. Sanjak di Tuzla
2. Sanjak di Limasol
3. Sanjak di Piskopi
4. Sanjak di Gilan
5. Sanjak di Evdim
6. Sanjak di Magosa
7. Sanjak di Karpas
8. Sanjak di Dağ
9. Sanjak di Değirmenlik
10. Sanjak di Baf
11. Sanjak di Kukla
12. Sanjak di Hırsofi
13. Sanjak di Omorfo
14. Sanjak di Mesarye
15. Sanjak di Girne
16. Sanjak di Lefkoşa